# Década de 580
Séculos: (Século V - Século VI - Século VII)
Décadas: 530 540 550 560 570 - 580 - 590 600 610 620 630
Anos: 580 - 581 - 582 - 583 - 584 - 585 - 586 - 587 - 588 - 589